# Алессандро Флоренці
Алессандро Флоренці (італ. Alessandro Florenzi, нар. 11 березня 1991, Рим) — італійський футболіст, правий захисник клубу «Мілан» та збірної Італії. 

## Клубна кар'єра
Народився 11 березня 1991 року в Римі. Вихованець футбольної школи клубу «Рома». Дорослу футбольну кар'єру розпочав 2010 року в основній команді того ж клубу, в якій провів одну гру в сезоні 2010–11. 
Своєю грою за цю команду привернув увагу представників тренерського штабу клубу «Кротоне», який запросив молодого гравця на умовах однорічної оренди. Більшість часу, проведеного у складі «Кротоне», Флоренці був основним гравцем команди.
Повернувшись до складу «Роми» у 2012, Алессандро відразу почав отримувати місце у стартовому складі «вовків», відігравши протягом сезону 36 матчів у Серії A. В подальшому був основним гравцем римської команди, а згодом і її капітаном.
Першу половину 2020 року провів в оренді в іспанській «Валенсії», а 11 вересня того ж року на умовах оренди до кінця сезону 2020/21 з опцією викупу став гравцем французького «Парі Сен-Жермен».

## Виступи за збірні
Протягом 2011–2013 років залучався до складу молодіжної збірної Італії. На молодіжному рівні зіграв у 22 офіційних матчах, забив 5 голів. У складі італійської «молодіжки» виборов срібні медалі континентальної першості 2013 року.
14 листопада 2012 року дебютував в офіційних матчах у складі національної збірної Італії у товариській грі проти національної збірної Франції. Протягом наступного року ще тричі виходив на полеу формі головної команди країни, у тому числі в одній грі відбору до чемпіонату світу, в якій забив свій перший гол за національну команду (у ворота національної збірної Вірменії).

## Статистика виступів

### Статистика клубних виступів
Станом на 25 травня 2024
| Сезон             | Команда           | Чемпіонат         | Чемпіонат | Чемпіонат | Національний кубок | Національний кубок | Національний кубок | Континентальні кубки | Континентальні кубки | Континентальні кубки | Інші змагання | Інші змагання | Інші змагання | Усього | Усього |
| Сезон             | Команда           | Ліга              | Ігор      | Голів     | Ліга               | Ігор               | Голів              | Ліга                 | Ігор                 | Голів                | Ліга          | Ігор          | Голів         | Ігор   | Голів  |
| ----------------- | ----------------- | ----------------- | --------- | --------- | ------------------ | ------------------ | ------------------ | -------------------- | -------------------- | -------------------- | ------------- | ------------- | ------------- | ------ | ------ |
| 2010–11           | «Рома»            | A                 | 1         | 0         | КІ                 | 0                  | 0                  | ЛЧ                   | 0                    | 0                    | СІ            | 0             | 0             | 1      | 0      |
| 2011–12           | «Кротоне»         | B                 | 35        | 11        | КІ                 | 2                  | 0                  | -                    | -                    | -                    | -             | -             | -             | 37     | 11     |
| 2012–13           | «Рома»            | A                 | 36        | 3         | КІ                 | 3                  | 1                  | -                    | -                    | -                    | -             | -             | -             | 39     | 4      |
| 2013–14           | «Рома»            | A                 | 37        | 6         | КІ                 | 4                  | 0                  | -                    | -                    | -                    | -             | -             | -             | 41     | 6      |
| 2014–15           | «Рома»            | A                 | 35        | 5         | КІ                 | 1                  | 0                  | ЛЧ+ЛЄ                | 6+3                  | 0                    | -             | -             | -             | 45     | 5      |
| 2015–16           | «Рома»            | A                 | 33        | 7         | КІ                 | 1                  | 0                  | ЛЧ                   | 8                    | 1                    | -             | -             | -             | 42     | 8      |
| 2016–17           | «Рома»            | A                 | 9         | 0         | КІ                 | 0                  | 0                  | ЛЧ+ЛЄ                | 1+3                  | 0+1                  | -             | -             | -             | 13     | 1      |
| 2017–18           | «Рома»            | A                 | 32        | 1         | КІ                 | 0                  | 0                  | ЛЧ                   | 10                   | 0                    | -             | -             | -             | 42     | 1      |
| 2018–19           | «Рома»            | A                 | 29        | 3         | КІ                 | 1                  | 0                  | ЛЧ                   | 8                    | 0                    | -             | -             | -             | 38     | 3      |
| 2019-січ. 2020    | «Рома»            | A                 | 14        | 0         | КІ                 | 2                  | 0                  | ЛЄ                   | 2                    | 0                    | -             | -             | -             | 18     | 0      |
| Усього за «Рому»  | Усього за «Рому»  | Усього за «Рому»  | 226       | 25        |                    | 12                 | 1                  |                      | 41                   | 2                    |               | 0             | 0             | 279    | 28     |
| січ.-черв. 2020   | «Валенсія»        | ПД                | 12        | 0         | КІ                 | 1                  | 0                  | ЛЧ                   | 1                    | 0                    | -             | -             | -             | 14     | 0      |
| 2020–21           | «Парі Сен-Жермен» | Л1                | 21        | 2         | КФ                 | 4                  | 0                  | ЛЧ                   | 10                   | 0                    | СФ            | 1             | 0             | 36     | 2      |
| 2021–22           | «Мілан»           | A                 | 24        | 2         | КІ                 | 2                  | 0                  | ЛЧ                   | 4                    | 0                    | -             | -             | -             | 30     | 2      |
| 2022–23           | «Мілан»           | A                 | 6         | 0         | КІ                 | 0                  | 0                  | ЛЧ                   | 0                    | 0                    | СІ            | 0             | 0             | 6      | 0      |
| 2023–24           | «Мілан»           | A                 | 31        | 1         | КІ                 | 1                  | 0                  | ЛЧ+ЛЄ                | 4+4                  | 0                    | -             | -             | -             | 40     | 1      |
| Усього за «Мілан» | Усього за «Мілан» | Усього за «Мілан» | 61        | 3         |                    | 3                  | 0                  |                      | 12                   | 0                    |               | 0             | 0             | 76     | 3      |
| Усього за кар'єру | Усього за кар'єру | Усього за кар'єру | 355       | 41        |                    | 22                 | 1                  |                      | 64                   | 2                    |               | 1             | 0             | 442    | 44     |

### Статистика виступів за збірну
Станом на 20 жовтня 2020
| Дата       | Місто        | Господарі            | Результат               | Гості                | Турнір                               | Голи | Примітки |
| ---------- | ------------ | -------------------- | ----------------------- | -------------------- | ------------------------------------ | ---- | -------- |
| 14-11-2012 | Парма        | Італія               | 1 – 2                   | Франція              | товариський матч                     | -    | 51'      |
| 6-2-2013   | Амстердам    | Нідерланди           | 1 – 1                   | Італія               | товариський матч                     | -    | 46'      |
| 14-8-2013  | Рим          | Італія               | 1 – 2                   | Аргентина            | товариський матч                     | -    | 46'      |
| 15-10-2013 | Неаполь      | Італія               | 2 – 2                   | Вірменія             | Відбір до ЧС 2014                    | 1    | 61'      |
| 9-9-2014   | Осло         | Норвегія             | 0 – 2                   | Італія               | Відбір до ЧЄ 2016                    | -    | 41' 85'  |
| 10-10-2014 | Палермо      | Італія               | 2 – 1                   | Азербайджан          | Відбір до ЧЄ 2016                    | -    | 77'      |
| 13-10-2014 | Та-Калі      | Мальта               | 0 – 1                   | Італія               | Відбір до ЧЄ 2016                    | -    | 59'      |
| 31-3-2015  | Турин        | Італія               | 1 – 1                   | Англія               | товариський матч                     | -    | 60'      |
| 6-9-2015   | Палермо      | Італія               | 1 – 0                   | Болгарія             | Відбір до ЧЄ 2016                    | -    | 73'      |
| 10-10-2015 | Баку         | Азербайджан          | 1 – 3                   | Італія               | Відбір до ЧЄ 2016                    | -    | 74'      |
| 13-10-2015 | Рим          | Італія               | 2 – 1                   | Норвегія             | Відбір до ЧЄ 2016                    | 1    |          |
| 13-11-2015 | Брюссель     | Бельгія              | 3 – 1                   | Італія               | товариський матч                     | -    | 80'      |
| 17-11-2015 | Болонья      | Італія               | 2 – 2                   | Румунія              | товариський матч                     | -    |          |
| 24-3-2016  | Удіне        | Італія               | 1 – 1                   | Іспанія              | товариський матч                     | -    | 89'      |
| 29-3-2016  | Мюнхен       | Німеччина            | 4 – 1                   | Італія               | товариський матч                     | -    | 65'      |
| 29-5-2016  | Та-Калі      | Італія               | 1 – 0                   | Шотландія            | товариський матч                     | -    |          |
| 6-6-2016   | Верона       | Італія               | 2 – 0                   | Фінляндія            | товариський матч                     | -    | 69'      |
| 17-6-2016  | Тулуза       | Італія               | 1 – 0                   | Швеція               | ЧЄ 2016 - 1-й етап                   | -    | 85'      |
| 22-6-2016  | Лілль        | Італія               | 0 – 1                   | Ірландія             | ЧЄ 2016 - 1-й етап                   | -    |          |
| 27-6-2016  | Сен-Дені     | Італія               | 2 – 0                   | Іспанія              | ЧЄ 2016 - 1/8 фіналу                 | -    | 84'      |
| 2-7-2016   | Бордо        | Німеччина            | 1 – 1 д.ч. (6 – 5 п.п.) | Італія               | ЧЄ 2016 - чвертьфінал                | -    | 86'      |
| 1-9-2016   | Барі         | Італія               | 1 – 3                   | Франція              | товариський матч                     | -    | 58'      |
| 5-9-2016   | Хайфа        | Ізраїль              | 1 – 3                   | Італія               | Відбір до ЧС 2018                    | -    | 67'      |
| 6-10-2016  | Турин        | Італія               | 1 – 1                   | Іспанія              | Відбір до ЧС 2018                    | -    |          |
| 13-11-2017 | Мілан        | Італія               | 0 – 0                   | Швеція               | Відбір до ЧС 2018                    | -    |          |
| 23-3-2018  | Манчестер    | Італія               | 0 – 2                   | Аргентина            | товариський матч                     | -    | 61'      |
| 28-5-2018  | Санкт-Галлен | Саудівська Аравія    | 1 – 2                   | Італія               | товариський матч                     | -    | 67'      |
| 1-6-2018   | Ніцца        | Франція              | 3 – 1                   | Італія               | товариський матч                     | -    | 74'      |
| 10-10-2018 | Генуя        | Італія               | 1 – 1                   | Україна              | товариський матч                     | -    | 84'      |
| 14-10-2018 | Хожув        | Польща               | 0 – 1                   | Італія               | Ліга націй УЄФА 2018-2019 - 1-й етап | -    | 83'      |
| 17-11-2018 | Мілан        | Італія               | 0 – 0                   | Португалія           | Ліга націй УЄФА 2018-2019 - 1-й етап | -    |          |
| 8-6-2019   | Афіни        | Греція               | 0 – 3                   | Італія               | Відбір до ЧЄ 2020                    | -    |          |
| 5-9-2019   | Єреван       | Вірменія             | 1 – 3                   | Італія               | Відбір до ЧЄ 2020                    | -    |          |
| 8-9-2019   | Тампере      | Фінляндія            | 1 – 2                   | Італія               | Відбір до ЧЄ 2020                    | -    | 8'       |
| 15-11-2019 | Зениця       | Боснія і Герцеговина | 0 – 3                   | Італія               | Відбір до ЧЄ 2020                    | -    |          |
| 4-9-2020   | Флоренція    | Італія               | 1 – 1                   | Боснія і Герцеговина | Ліга націй УЄФА 2020-2021 - 1-й етап | -    |          |
| 11-10-2020 | Гданськ      | Польща               | 0 – 0                   | Італія               | Ліга націй УЄФА 2020-2021 - 1-й етап | -    |          |
| 14-10-2020 | Бергамо      | Італія               | 1 – 1                   | Нідерланди           | Ліга націй УЄФА 2020-2021 - 1-й етап | -    | 72'      |
| Усього     |              | Матчів               | 38                      |                      | Голів                                | 2    |          |

| Дата       | Місто           | Господарі   | Результат | Гості       | Турнір                             | Голи | Примітки |
| ---------- | --------------- | ----------- | --------- | ----------- | ---------------------------------- | ---- | -------- |
| 6-9-2011   | Секешфегервар   | Угорщина    | 0 – 3     | Італія      | Кваліфікація молодіжного Євро-2013 | -    |          |
| 6-10-2011  | Вадуц           | Ліхтенштейн | 2 – 7     | Італія      | Кваліфікація молодіжного Євро-2013 | 1    |          |
| 11-10-2011 | Рієті           | Італія      | 2 – 0     | Туреччина   | Кваліфікація молодіжного Євро-2013 | -    |          |
| 10-11-2011 | Стамбул         | Туреччина   | 0 – 2     | Італія      | Кваліфікація молодіжного Євро-2013 | -    |          |
| 15-11-2011 | Казарано        | Італія      | 2 – 0     | Угорщина    | Кваліфікація молодіжного Євро-2013 | -    |          |
| 28-2-2012  | Канни           | Франція     | 1 – 1     | Італія      | Товариський матч                   | -    |          |
| 25-4-2012  | Единбург        | Шотландія   | 1 – 4     | Італія      | Товариський матч                   | 1    |          |
| 4-6-2012   | Слайго          | Ірландія    | 2 – 2     | Італія      | Кваліфікація молодіжного Євро-2013 | -    |          |
| 15-8-2012  | Леуварден       | Нідерланди  | 0 – 3     | Італія      | Товариський матч                   | 1    |          |
| 6-9-2012   | Казарано        | Італія      | 7 – 0     | Ліхтенштейн | Кваліфікація молодіжного Євро-2013 | -    |          |
| 12-10-2012 | Пескара         | Італія      | 1 – 0     | Швеція      | Кваліфікація молодіжного Євро-2013 | -    |          |
| 16-10-2012 | Кальмар (місто) | Швеція      | 2 – 3     | Італія      | Кваліфікація молодіжного Євро-2013 | 1    |          |
| 22-3-2013  | Читтаделла      | Італія      | 2 – 0     | Росія       | Товариський матч                   | -    |          |
| 5-6-2013   | Тель-Авів       | Англія      | 0 – 1     | Італія      | Молодіжне Євро-2013 - 1-й етап     | -    |          |
| 8-6-2013   | Тель-Авів       | Італія      | 4 – 0     | Ізраїль     | Молодіжне Євро-2013 - 1-й етап     | 1    |          |
| 11-6-2013  | Тель-Авів       | Італія      | 1 – 1     | Норвегія    | Молодіжне Євро-2013 - 1-й етап     | -    |          |
| 15-6-2013  | Петах-Тіква     | Італія      | 1 – 0     | Нідерланди  | Молодіжне Євро-2013 - півфінал     | -    |          |
| 18-6-2013  | Єрусалим        | Італія      | 2 – 4     | Іспанія     | Молодіжне Євро-2013 - Фінал        | -    |          |
| Усього     |                 | Матчів      | 18        |             | Голів                              | 5    |          |

## Титули і досягнення
- Чемпіон Європи: 2020
- Чемпіон Італії (1):

«Мілан»: 2021–22
- Володар Суперкубка Франції (1):

«Парі Сен-Жермен»: 2020
- Володар Кубка Франції (1):

«Парі Сен-Жермен»: 2020-21